# Thaumasius baeri
Thaumasius baeri là một loài chim trong họ Chim ruồi.